# Julius Schiøtt
Julius Frederik Schiøtt (født 14. december 1856 i Horsens, død 16. juli 1910 på Frederiksberg) var en dansk administrerende direktør for Zoologisk Have.
Schiøtt var søn af murermester J.P. Schiøtt, blev student fra Horsens lærde Skole 1874, cand.mag. i fransk 1880, var stifter og redaktør af ugebladet Nordstjernen 1884-96, sekretær i Industriforeningen 1894, redaktør af Frem fra 1897 og administrerende direktør for Zoologisk Have fra 1900 indtil sin død 1910.
Han var medstifter af og kasserer for Studentersamfundets aftenundervisning, medlem af hovedbestyrelsen for Den danske Turistforening og formand for sammes sjællandske afdeling samt formand for Selskabet for Psykisk Forskning. Han blev Ridder af Dannebrog 1905.
Han er begravet på Solbjerg Parkkirkegård.